# Jean Ier d'Armagnac
Pour les articles homonymes, voir Jean Ier.
Jean Ier d’Armagnac, né peu avant le 6 mai 1306, mort à Beaumont-de-Lomagne le 16 mai 1373, comte d'Armagnac, de Fezensac et de Rodez de 1319 à 1373, était fils de Bernard VI, comte d’Armagnac et de Fézensac et de Cécile, héritière du comté de Rodez.

## Biographie
Il se marie en premières noces le 23 octobre 1324 avec Reine de Goth (1307/1309 - Lavardens 12 août/1er septembre 1325).
Veuf, il épouse par contrat passé au Moncel en mai 1327 Béatrice de Clermont (janvier 1311 - Rodez 25 août 1364), fille de Jean de Clermont, seigneur de Charolais, qui lui apporte le Charolais et lui donne quatre enfants :
- Jean II (1333 † Avignon 25 mai 1384), comte d'Armagnac…
- Bernard (1336 - juillet 1357/1359)
- Jeanne (1346 † Poitiers 31 janvier 1388), mariée le 17 octobre 1360 à Carcassonne avec Jean de France (1340 † 1416), duc de Berry.
- Marthe ou Matha (vers 1350 † Saragosse 23 septembre 1378), mariée le 6 mars 1373 à Barcelone avec Jean Ier (1350 † 1395), roi d'Aragon.

Il a assuré la destruction de l’armée anglo-flamande, que commandait Robert III d'Artois, sous Saint-Omer (le 28 juillet 1340).

Lors de la chevauchée du Prince noir en 1355, il commande de la ville de Toulouse et n'ose pas affronter les troupes anglaises.
Il est capturé par Gaston Fébus le 5 décembre 1362 à la bataille de Launac.
À la suite du traité de Brétigny (8 mai 1360), le Rouergue tombe aux mains d’Edouard III d’Angleterre. Ses troupes occuperont Rodez jusqu’à la bataille de Mondalazac, le 17 janvier 1369, qui se déroule près du Puech de La Garde. Jean Ier d’Armagnac fait reculer les Anglais vers la Vallée de Cruou. Puis arrive de Mondalazac les troupes du comte Jean de La Panouse qui transforme la victoire en triomphe.